# Howard Lotsof
Howard Lotsof, född 1943 i Bronx, New York, död 31 januari 2010, upptäckte 1962 Ibogains antiaddiktiva egenskaper vid missbruk av heroin. Han tog flera patent för metoder ledande att avsluta narkotikamissbruk.
Han var medlem i Board of Directors of the National Alliance of Methadone Advocates och ordförande i the Dora Weiner Foundation.